# Khumbula (Remember)
Khumbula (Remember) ist ein Jazzalbum von Louis Moholo und Stan Tracey. Die am 23. Oktober 2004 in den Gateway Studios in Kingston-upon-Thames entstandenen Aufnahmen erschienen 2005 auf Ogun.

## Hintergrund
Für große Überraschung sorgte 2004 die Veröffentlichung von Suspensions and Anticipations von Stan Tracey und Evan Parker auf dessen Label Psi. Diese elf freien Improvisationen hätten eine selten gehörte Seite von Stan Tracey präsentiert, notierte John Eyles. Zwar hatte Tracey bereits 1964 mit seinem Quartett freie Improvisationen aufgenommen, doch die Begegnung mit Parker habe ihn tiefer in die freie Improvisation als je zuvor geführt.
2005 folgte Khumbula (Remember), ein weiteres Album mit Duo-Improvisationen, auf dem Tracey mit dem Schlagzeuger Louis Moholo-Moholo zusammenarbeitete, produziert von Evan Parker. Khumbula (Remember)markiert auch das Ende einer Ära; der 65-jährige Louis Moholo-Moholo, der seit seinem Einstieg bei den Blue Notes Mitte der 1960er-Jahre ein prominentes Mitglied der Londoner Jazz- und Improvisationsszene war, hatte nach dem Ende des Apartheid-Regimes beschlossen, in sein Heimatland zurückzukehren und hauptsächlich in Kapstadt zu leben.

## Titelliste
- Louis Moholo-Moholo/Stan Tracey: Khumbula (Remember) (Ogun OGCD 016)[2]

1. Molo (Hello) Afrika - Later Europe 5:01
2. Links 3:54
3. Landela (Follow) 6:34
4. Shapes 6:00
5. Plurality 7:26
6. Musicale 13:21
7. Very Urgent 7:43
8. Goduka (Go Home) 10:59

Die Kompositionen stammen von Louis Moholo-Moholo/Stan Tracey.

## Rezeption
Obwohl Tracey und Moholo-Moholo seit über dreißig Jahren nicht mehr zusammengespielt hatten, und auch nie als Duo, würden sie klingen, als hätten sie ihr ganzes Leben lang gemeinsam improvisiert, so flüssig sei die Musik, lobte John Eyles in All About Jazz. Als Improvisator sei Tracey eindeutig ein spontaner Komponist, kein Dekonstruktivist; ohne offensichtlich auf ausgetretene Tricks oder Licks zurückzugreifen, strebe er stets danach, Ordnung aus dem Chaos zu schaffen, und nicht umgekehrt. So würde er sich beispielsweise nicht vor dramatischen Wiederholungen scheuen, wie es manche Improvisatoren tun; er spiele nicht „ohne Gedächtnis“, sondern experimentiere mit der Form. Daher klinge Tracey mehr als einmal wie kurz davor, in eine bekannte oder eine neue, aber fesselnde Melodie auszubrechen, wie auf dem herausragenden „Plurality“. Traceys perkussiver Klavierstil werde perfekt ergänzt durch Moholo-Moholo, dessen Spiel so einfühlsam sei wie eh und je, mal donnernd, mal zart bis an die Grenzen des Hörbaren; er behält seine Fähigkeit, bei Bedarf einen "Sixpence-Schlag" zu machen, reagiere sofort auf Tracey und erwecke stark den Eindruck von Telepathie.